# مارکوس دائن
مارکوس دائن (انگلیسی: Markus Daun؛ زادهٔ ۱۰ سپتامبر ۱۹۸۰) بازیکن فوتبال اهل آلمان است.
از باشگاه‌هایی که در آن بازی کرده‌است می‌توان به باشگاه فوتبال آلمانیا آخن، باشگاه فوتبال بایر ۰۴ لورکوزن، باشگاه ورزشی وردر برمن، باشگاه فوتبال نورنبرگ، و باشگاه فوتبال دویسبورگ اشاره کرد.
وی همچنین در تیم‌های ملی فوتبال زیر ۲۱ سال آلمان و Germany national football B team بازی کرده‌است.